# Bryssels spårväg

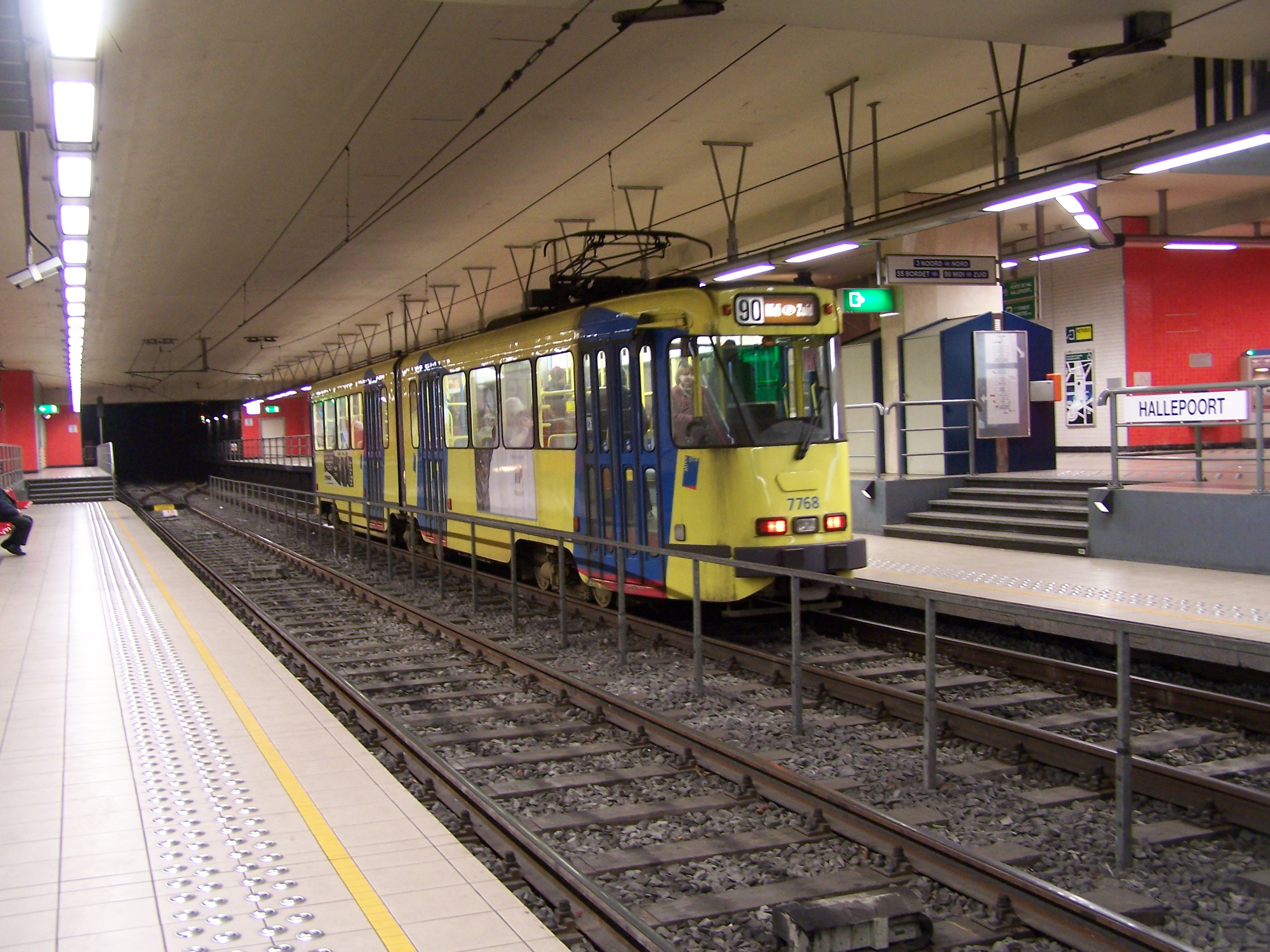
En spårvagn vid Porte de Hal premetro station

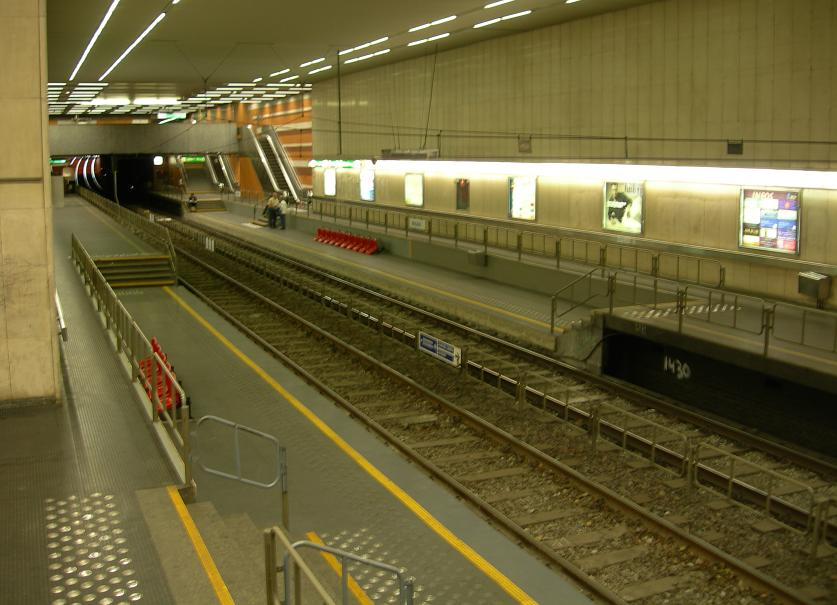
Perrongen vid Boileau premetro station

Bryssels spårväg är ett av de tio största spårvägsnäten i världen.

## Linjer
Det finns 19 linjer, som går i olika väderstreck och två partiella ringlinjer.
| Linje | Hållplatser                                          |
| ----- | ---------------------------------------------------- |
| 3     | Esplanade ↔ Churchill                                |
| 4     | Gare du Nord ↔ Stalle P                              |
| 19    | De Wand ↔ Groot-Bijgaarden                           |
| 23    | Vanderkindere ↔ Heysel                               |
| 24    | Vanderkindere ↔ Schaerbeek Gare                      |
| 25    | Boondael Gare ↔ Rogier                               |
| 31    | Gare du Nord ↔ Marius Renard                         |
| 32    | Gare du Nord ↔ Drogenbos Slott                       |
| 33    | Bordet Station ↔ Stalle P                            |
| 39    | Montgomery ↔ Ban Eik                                 |
| 44    | Montgomery ↔ Tervuren Station                        |
| 51    | Heysel ↔ Porte de Ninove ↔ Gare du Midi ↔ Van Haelen |
| 55    | Bordet Station ↔ Rogier                              |
| 81    | Montgomery ↔ Marius Renard                           |
| 82    | Berchem Station ↔ Drogenbos Slott                    |
| 83    | Berchem Station ↔ Montgomery                         |
| 92    | Schaerbeek Gare ↔ Fort-Jaco                          |
| 94    | Stade ↔ Legrand ↔ Herrmann-Debroux                   |
| 97    | Louise ↔ Barrière ↔ Dieweg                           |